# محی‌الدین یاسین
محی‌الدین ابن یاسین (زادهٔ ۱۵ مهٔ ۱۹۴۷) سیاست‌مدار اهل مالزی است. پس از استعفای مهاتیر محمد در ۲۴ فوریه ۲۰۲۰، وی در ۲۹ فوریه ۲۰۲۰ منصوب و در ۱ مارس برای این سمت قسم یاد کرد. وی یکی از اعضای مجلس سفلای مالزی از منطقه پاگوه است. وی بخشی از ائتلاف سیاسی باریسان ناسیونال است.